# Victor Wetterström
Victor Wetterström   (Estocolm, 27 d'agost de 1884 - Estocolm, 11 de maig de 1956) va ser un jugador de cúrling suec, que va competir a començaments del segle xx.
El 1924 va prendre part en els Jocs Olímpics de Chamonix, on guanyà la medalla de plata en la competició de cúrling.